# Barraca de l'Augé
La Barraca de l'Augé és una obra del Pla de Santa Maria (Alt Camp) inclosa a l'Inventari del Patrimoni Arquitectònic de Catalunya.

## Descripció
És una gran i sòlida barraca de planta circular i graonada, sense formar casella. La coberta està acabada amb reble i lloseta. L'interior, també circular, està cobert amb una falsa cúpula i tapada amb una llosa a una alçada màxima de 3'90m. També hi ha un petit armari.
Presenta un gran portal capçat amb un arc dovellat. La seva orientació és de sud-est. El seu diàmetre interior és de 3'135m.